# Dasyboarmia isorropha
Dasyboarmia isorropha är en fjärilsart som beskrevs av Louis Beethoven Prout 1932. Dasyboarmia isorropha ingår i släktet Dasyboarmia och familjen mätare. Inga underarter finns listade i Catalogue of Life.